# Ann Gerry
Pour les articles homonymes, voir Gerry.
Ann Thompson Gerry (née le 12 août 1763 à New York, morte le 17 mars 1849  à New Haven) était la femme du vice-président des États-Unis Elbridge Gerry. Elle est considérée comme la seconde Deuxième dame des États-Unis, de mars 1813 à novembre 1814, à la suite d'Abigail Adams car Thomas Jefferson, Aaron Burr et George Clinton étaient veufs durant l'exercice de leur fonction de vice-président.
Fille d'un commerçant aisé de New York, elle épousa Gerry en 1786, dont elle eut dix enfants entre 1787 et 1801, ce qui lui occasionna de nombreux problèmes de santé.

## Source de la traduction
- (en) Cet article est partiellement ou en totalité issu de l’article de Wikipédia en anglais intitulé « Ann Gerry » (voir la liste des auteurs).